# ITA Masters 2017
Das Oracle/ITA Masters wurde 2017 zum dritten Mal ausgetragen. Gespielt wurde vom 21. bis zum 24. September im kalifornischen Malibu.

## Herren

### Setzliste
| Nr. | Spieler            | Erreichte Runde |
| --- | ------------------ | --------------- |
| 01. | Petros Chrysochos  | Halbfinale      |
| 02. | Brandon Holt       | Sieg            |
| 03. | Johannes Schretter | Halbfinale      |
| 04. | Michaël Geerts     | Viertelfinale   |

| Nr. | Spieler                    | Erreichte Runde |
| --- | -------------------------- | --------------- |
| 05. | Felipe Martínez Sarrasague | Achtelfinale    |
| 06. | Harrison Scott             | Viertelfinale   |
| 07. | Thibault Cancel            | Achtelfinale    |
| 08. | William Griffith           | Viertelfinale   |

## Damen

### Setzliste
| Nr. | Spieler          | Erreichte Runde |
| --- | ---------------- | --------------- |
| 01. | Ena Shibahara    | Finale          |
| 02. | Lauren Proctor   | Achtelfinale    |
| 03. | Samantha Harris  | Viertelfinale   |
| 04. | Kaitlyn McCarthy | Achtelfinale    |

| Nr. | Spieler                 | Erreichte Runde |
| --- | ----------------------- | --------------- |
| 05. | Jessica Failla          | Achtelfinale    |
| 06. | Alexandra Sanford       | Sieg            |
| 07. | Veronica Miroshnichenko | Achtelfinale    |
| 08. | Sara Daavettila         | Viertelfinale   |

## Mixed

### Setzliste
| Nr. | Paarung                            | Erreichte Runde |
| --- | ---------------------------------- | --------------- |
| 01. | Ena Shibahara Brandon Holt         | Sieg            |
| 02. | Sara Daavettila Petros Chrysochos  | Achtelfinale    |
| 03. | Samantha Harris Johannes Schretter | Finale          |
| 04. | Lauren Proctor Jack Molloy         | Achtelfinale    |

| Nr. | Paarung                                   | Erreichte Runde |
| --- | ----------------------------------------- | --------------- |
| 05. | Alexandra Sanford William Griffith        | Viertelfinale   |
| 06. | Jessica Failla Benjamin Hannestad         | 1. Runde        |
| 07. | Veronica Miroshnichenko William Bushamuka | Achtelfinale    |
| 08. | Yuriko Miyazaki Harrison Scott            | Viertelfinale   |